# کیچی-اروکتو (شهرستان ایسیق‌کول)
کیچی-اروکتو (به لاتین: Kichi-Örüktü) یک منطقهٔ مسکونی در قرقیزستان است که در شهرستان توپ واقع شده‌است. کیچی-اروکتو ۱٬۴۰۴ نفر جمعیت دارد و ۱٬۶۶۹ متر بالاتر از سطح دریا واقع شده‌است.